# Moldova Nouă
Moldova Nouă (in tedesco Neumoldowa, in ungherese Újmoldova, in ceco Nová Moldava) è una città della Romania di 13687 abitanti, ubicata nel distretto di Caraș-Severin, nella regione storica del Banato.
Fanno parte dell'area amministrativa anche le località di Măcești, Moldova Veche, Moldovița.
La città è ubicata sulla riva sinistra del Danubio, in una zona chiamata Clisura Dunării, a suo tempo zona di frontiera dell'Impero Austroungarico.

## Storia
Moldova Nouă è un antico centro minerario, che deve la sua esistenza ed il suo sviluppo soprattutto alla presenza di giacimenti di rame sfruttati fin dai tempi delle dominazione Romana.
Dopo un rallentamento durante il Medioevo, lo sviluppo della città riprese con l'avvento dell'Impero Austroungarico (1728); la città moderna venne rifondata da taglialegna e minatori provenienti dall'Oltenia e già un documento del 1749 cita Moldova Nouă come un porto sul Danubio.
Agli inizi del XX secolo la coltivazione della miniera di rame subì un rallentamento, ma una consistente ripresa fu supportata dal regime comunista e l'estrazione del minerale mantenne livelli assai elevati tra il 1960 ed il 1990.
Ai giorni nostri, l'attività mineraria rimane la principale fonte di occupazione e reddito della città, ma l'inevitabile rallentamento sta spingendo verso una differenziazione delle attività economiche, peraltro ancora in una fase iniziale.

## Infrastrutture e trasporti
A Moldova Nouă è attivo un porto sul Danubio, mentre i collegamenti terrestri sono garantiti dalla Strada Nazionale DN57; la città non è servita direttamente da collegamenti ferroviari e la stazione più vicina si trova a Răcășdia, a 37 km di distanza.